# Sycorax nipponicus
Sycorax nipponicus är en tvåvingeart som beskrevs av Tokunaga och Komyo 1955. Sycorax nipponicus ingår i släktet Sycorax och familjen fjärilsmyggor. Inga underarter finns listade i Catalogue of Life.